# Gensac-de-Boulogne
Gensac-de-Boulogne – miejscowość i gmina we Francji, w regionie Oksytania, w departamencie Górna Garonna.
Według danych na rok 1990 gminę zamieszkiwało 117 osób, a gęstość zaludnienia wynosiła 11 osób/km² (wśród 3020 gmin regionu Midi-Pireneje Gensac-de-Boulogne plasuje się na 946. miejscu pod względem liczby ludności, natomiast pod względem powierzchni na miejscu 1040.).